# Cesare Beccaria
Cesare Beccaria, właśc. Cesare Bonesana, markiz Beccaria, wł. marchese di Beccaria (ur. 15 marca 1738 w Mediolanie, zm. 28 listopada 1794 tamże) – włoski prawnik, pisarz polityczny, ekonomista, przedstawiciel humanitaryzmu prawniczego.

## Biografia
Beccaria pochodził z mediolańskiej rodziny arystokratycznej. Uczył się w jezuickim Collegio Farnesiano w Parmie (1747–1755), a następnie studiował prawo na Uniwersytecie w Pawii. Ukończył je w 1758 uzyskując doktorat obojga praw.
W 1760 zakochał się w Teresie Blasco. Rodzina nie akceptowała tego związku i po małżeństwie (1761) Beccaria zerwał z nimi stosunki. Małżonkowie utrzymywali się z niewielkiej pensji. W 1762 urodziła im się córka, Giulia.

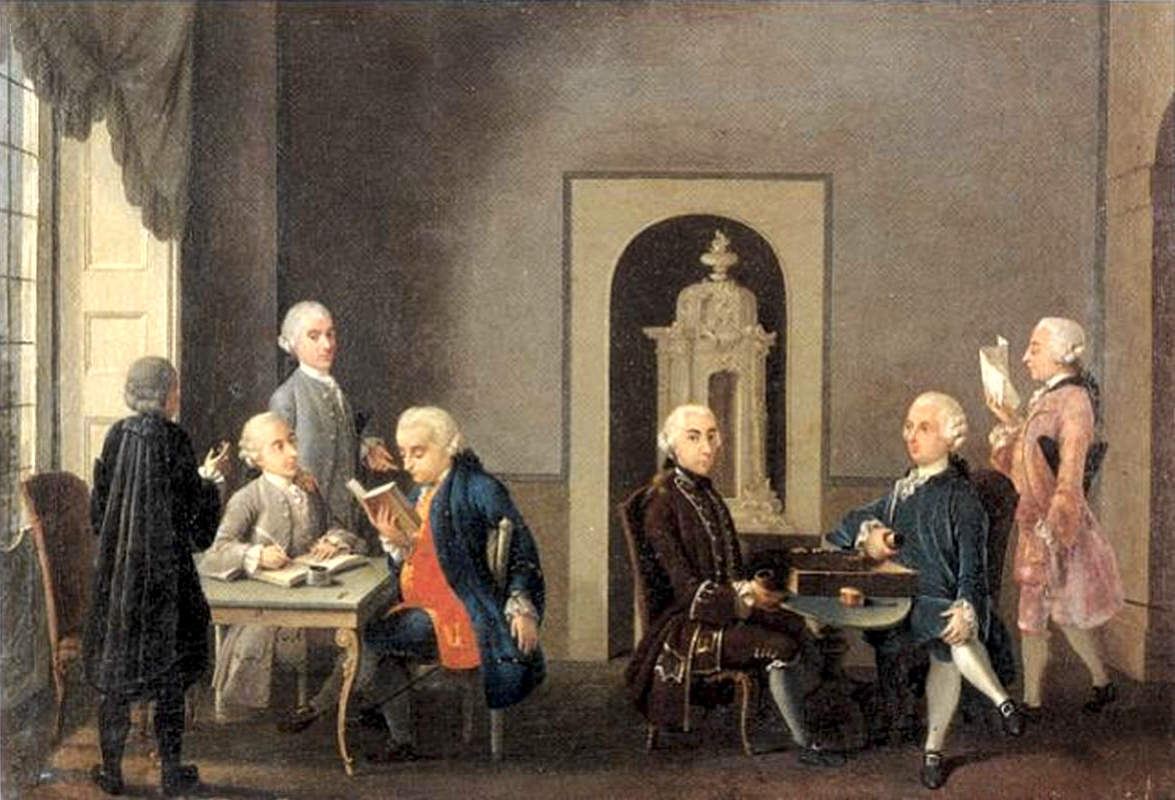
Spotkanie Accademia dei Pugni. Od lewej do prawej: Alfonso Longo (stoi tyłem), Alessandro Verri, Giambattista Biffi, Cesare Beccaria, Luigi Lambertenghi, Pietro Verri, Giuseppe Visconti di Saliceto. Obraz Antonio Perego, druga połowa XVIII w.

W tym czasie spotkał braci Alessandro i Pietro Verrich, skupiających środowisko intelektualistów zwane Accademia dei Pugni (koło „mediolańskich przyjaciół francuskich encyklopedystów”). Po lekturze Listów perskich Monteskiusza Beccaria stał się zwolennikiem oświeceniowej filozofii, rozpoczął własne studia i zaczął pisać. W 1762 wydał swoje pierwsze dzieło: Del disordine e de’ rimedi delle monete nello State di Milano nell’anno. Od 1764 regularnie publikował artykuły we wpływowym czasopiśmie Il caffe. Dzięki wstawiennictwu Pietra Verri pogodził się też z rodziną.
Członkowie Accademia dei Pugni zainteresowali się kwestiami karania pod wpływem dwóch wydarzeń. Alessandro Verri został „protektorem” (kontrolerem) więzień w Mediolanie. W 1762 w całej Europie głośne stały się proces i kaźń tuluzańskiego kupca Jeana Calasa, które  wzbudziły powszechne oburzenie i dyskusję na temat religijnej tolerancji i prawa karnego. Prawdopodobnie jako wynik tych dyskusji, w 1764 Beccaria opublikował anonimowo swoje główne dzieło, O przestępstwach i karach, które szybko zyskało rozgłos. Już w kolejnym roku autor się ujawnił i stał się znany w całej Europie. Odebrał także złoty medal Towarzystwa Patriotycznego w Bernie. W 1766 ukazało się francuskie tłumaczenie André Morelleta, a Beccaria i Alessandro Verri wyjechali do Paryża, by spotkać się z tamtejszym środowiskiem encyklopedystów. Beccaria nie odnalazł się w paryskim środowisku i po miesiącu wyjechał. Stosunki z braćmi Verri uległy ochłodzeniu, ponieważ Pietro czuł się zazdrosny o sławę Beccarii i to, że jest on postrzegany jako czołowy intelektualista mediolański. Beccaria utrzymywał później z francuskimi intelektualistami kontakt korespondencyjny (np. z Voltairem i d’Alembertem).
W 1766 Beccaria otrzymał zaproszenie od Katarzyny II, by przybył do Rosji jako doradca w sprawie reformy prawa karnego. Nie przyjął tej oferty i wrócił do Mediolanu. Międzynarodowa sława Beccarii zwróciła uwagę także habsburskiej administracji tego miasta, która obdarzała go publicznymi stanowiskami.
Od 1769 wykładał ekonomię polityczną w Palazzo delle Scuole Palatine, na specjalnie dla niego stworzonej cattedra di Scienze Camerali (Katedra nauk kameralnych). W 1771 został członkiem nowo utworzonej mediolańskiej Wyższej Rady Ekonomicznej Lombardii (Supremo Consiglio dell’Economia), zajmując się m.in. reformami monetarnymi i prawem wekslowym.
W 1774 zmarła jego żona. Po kilku miesiącach ożenił się ponownie. Z drugiego związku, w 1775, urodził się jego syn, Giulio.
W latach 1778–1794 zajmował różne i coraz bardziej odpowiedzialne stanowiska administracyjne, od bicia monety, po organizację szkół podstawowych, regulację handlu, rolnictwa i przemysłu. Zajmował się również proponowaną reformą systemu karnego (projekt Kodeksu karnego dla Lombardii, na wzór kodeksu austriackiego z 1787), w ramach której miała być zlikwidowana karę śmierci (ostatecznie reformy nie wprowadzono).

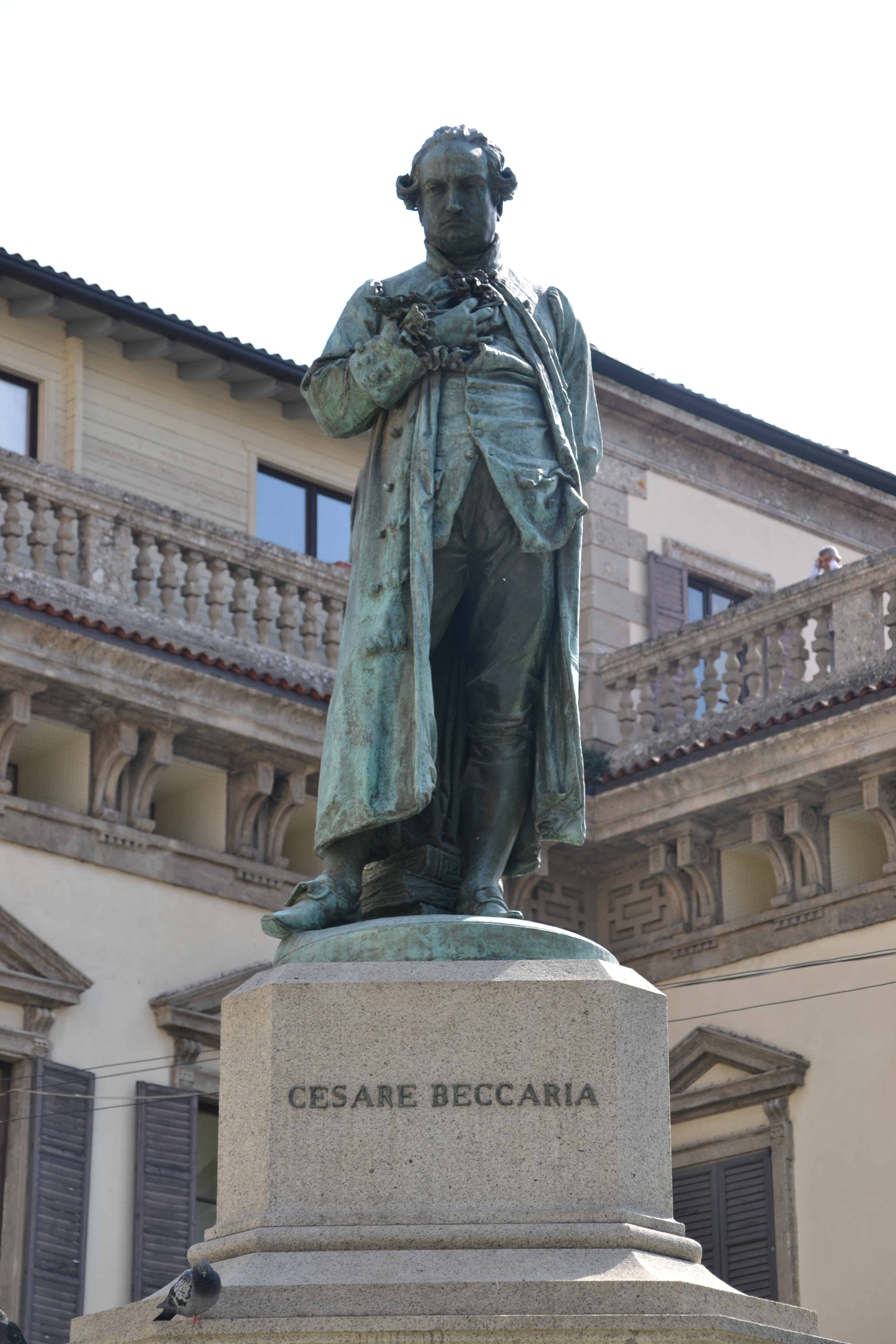
Pomnik Cesarego Beccarii w Mediolanie.

W ostatnich latach życia chorował. Zmarł nagle, w 1794, prawdopodobnie na tętniaka serca. Jego sława w Europie już przygasła. Pietro Verri wniósł do rady miasta Mediolanu wniosek o upamiętnienie go popiersiem, jednak nie spotkał się on z uznaniem. Pomnik Beccarii wzniesiono w Mediolanie w 1871.

## Dzieło
Beccaria jest czołowym przedstawicielem oświecenia we Włoszech, najbardziej znanym ze swoich prac na temat prawa, jednak publikował także liczne prace na temat ekonomii politycznej i polityk publicznych.
Jako podstawowe bodźce ludzkich działań określał unikanie bólu i szukanie przyjemności, a celem instytucji społecznych było zapewnienie społeczeństwu jak największej szczęśliwości. Koncepcja Beccarii miała więc charakter utylitarny, opierając się na hedonistycznej psychologii i asocjacjonistycznej epistemologii empiryków (szczególnie Locke’a i Helvetiusa). Jego stanowisko było jednak niezbyt wyraźnie sformułowane i niedopracowane. Utylitarystyczne wątki zostały podjęte i systematycznie rozwinięte przez Jeremy’ego Benthama.

### Prawo karne

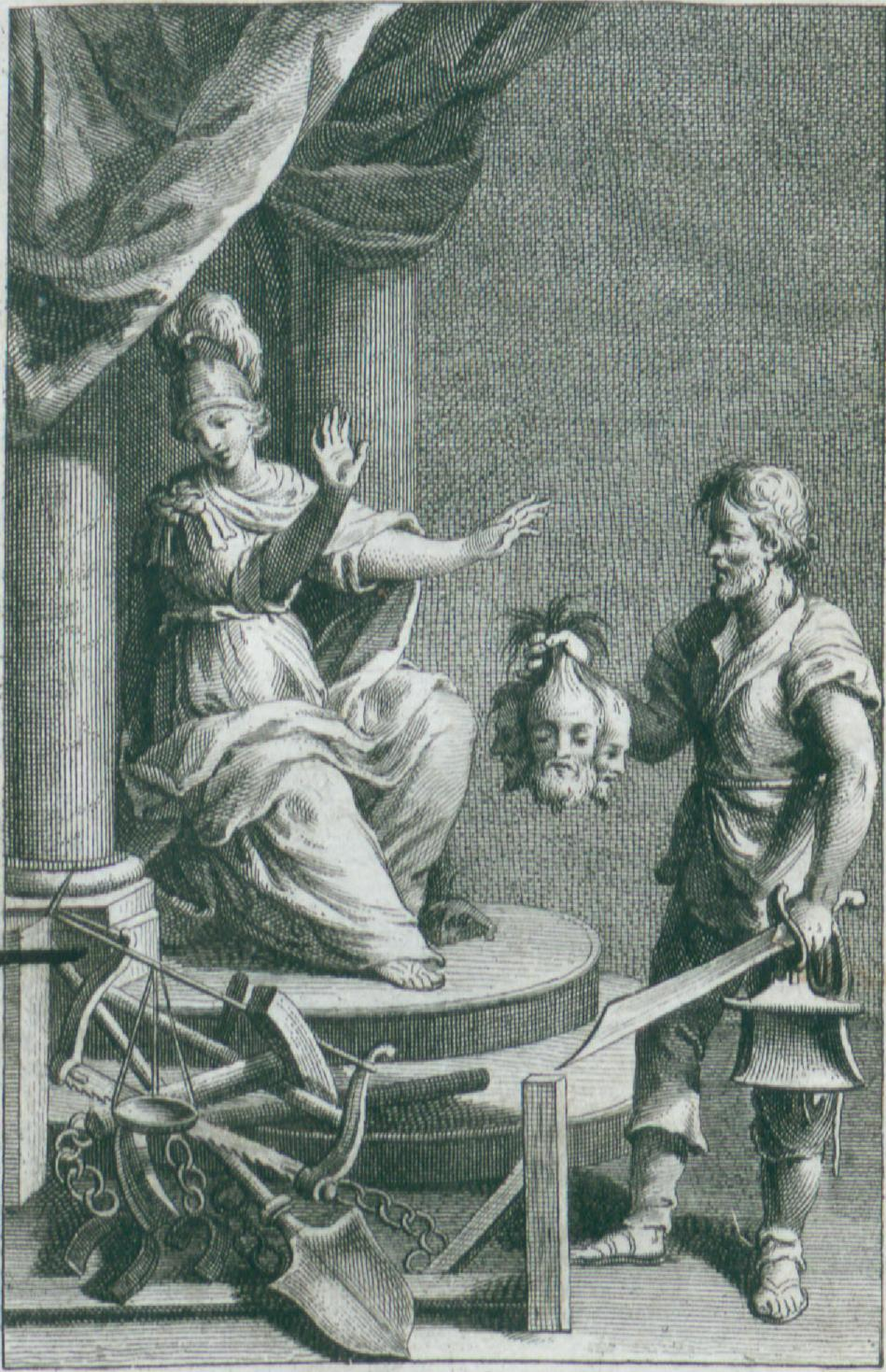
Alegoria sprawiedliwości odwraca twarz z odrazą od mężczyzny z mieczem przynoszącym jej głowy skazańców. Ilustracja z drugiego wydania O przestępstwach i karach (1765).

Najbardziej znanym dziełem Beccarii było O przestępstwach i karach. Była to praca nie tylko z zakresu krytyki i reformy prawa karnego, ale mające także szerszy wymiar filozoficzny. Zamiarem autora było określenie na nowo podstaw i funkcji prawa, zgodnego z duchem oświecenia.
Beccaria wskazywał, że współczesne mu prawo i praktyka karania są nadmiernie okrutne, niesprawiedliwe, niecelowe, oparte na arbitralności. W swoim traktacie przyjmował perspektywę ogólnoludzką. Dokonana przez niego krytyka prawa karnego miała na celu zmianę instytucji karania zgodnie z oświeceniowym duchem postępu moralnego ludzkości, humanitaryzmu i racjonalizacji prawa.
Beccaria opowiadał się za równością wszystkich wobec prawa, złagodzeniem i racjonalizacją kar. Postulował proporcjonalność kary do wagi przestępstwa, kładąc grunt pod rozwój zasady legalizmu. Prawo powinno ściśle określać co jest przestępstwem i jaką karą jest ono zagrożone (zasady nullum crimen sine lege i nulla poena sine lege). Prawo powinno być jawne, jasne i ściśle określać sankcje. Idąc za Monteskiuszem wskazywał, że sędziowie mieli jedynie określać, czy zdarzenie zaszło, a jego konsekwencje miały być ściśle określone ustawą.
Szczególnie wpływowa była jego krytyka tortur, które są jego zdaniem nieracjonalne i niehumanitarne. Beccaria wysunął przeciwko nim szereg argumentów, spośród których dwa zdobyły szerokie uznanie: z niesprawiedliwości i nieskuteczności. Jak wskazywał, tortury są formą kary stosowaną zanim dana osoba zostanie uznana za winnego. Tortury są też nieskuteczne, ponieważ zeznania jakie się za ich pomocą osiąga są niepewne, zależą od wytrzymałości danej osoby, a ponadto podważają odstraszającą funkcję kary, ponieważ ludzie słabi są skazywani niezależnie od tego co zrobią, a silni będą ufać, że mogą kary uniknąć. Jego sprzeciw wobec kary śmierci miał głównie charakter utylitarny: był to środek zbędny, nieskuteczny jako odstraszanie i marnujący potencjalne korzyści, które społeczeństwo może odnieść od strony skazanego, wpływa też demoralizująco na społeczeństwo. Wskazywał ponadto, że kara śmierci nie może być stopniowana, przez co trudno o traktowanie jej w sposób proporcjonalny do przewinienia.
Chociaż zasadnicza argumentacja Beccarii opiera się na utylitaryzmie karania, Beccaria dostrzega także słabe strony tej koncepcji, podnoszone przez retrybucjonistów (w szczególności problem możliwości surowego karania za błahe czyny, jeśli będzie to społecznie użyteczne lub brak wiązania kary z indywidualną winą). Utylitarne zasady powinny być stosowane wobec prawa karnego na poziomie legislacji. Stanowią też podstawowe uzasadnienie instytucji karnych. Z kolei sądownictwo powinno stosować te zasady na sposób retrybutywny. Istotnym jednak problemem była degeneracja systemu sądowego, który stał się bardzo arbitralny, oparty na okrutnej władzy wobec podsądnych i pozbawiony celowości. Stąd też pierwszym krokiem powinna być reforma systemu karnego.
Praca stała się niezwykle popularna w całej Europie. Powoływały się na nią czołowi intelektualiści, nawołujący do reformy systemu karnego w swoich krajach. Nurt ten określono później jako humanitaryzm prawny. W 1766 ukazało się francuskie i polskie tłumaczenie dzieła, a w 1767 – angielskie. Voltaire napisał komentarz do traktatu i wielokrotnie na niego się powoływał. O przestępstwach i karach stało się także źródłem wielu idei Benthama przedstawionych później m.in. we Wprowadzeniu do zasad moralności i prawodawstwa (1789). Dzieło spotkało się z zainteresowaniem także niektórych absolutystycznych władców (m.in. Katarzyny Wielkiej). Spotkało się jednocześnie z krytyką i cenzurą. Uznawano, że podważa prawo władców do swobodnego karania i dąży do ograniczenia ich władzy. Dzieło spotkało się także z krytyką Kościoła katolickiego, z powodu sekularystycznych tez, które miały być sprzeczne z dogmatami Kościoła. W konsekwencji zostało wpisane na Indeks ksiąg zakazanych.

### Ekonomia
Drugim głównym obszarem zainteresowania Beccarii była ekonomia polityczna. Był autorem wielu tekstów z tej dziedziny, prowadził też wykłady w Palazzo delle Scuole Palatine, pracował w lombardzkiej administracji gospodarczej. Jego prace, pisane z kameralistycznego stanowiska, zawierały oryginalne elementy. Nie dorównywały jednak popularnością pracom z zakresu prawa i po śmierci autora popadły w zapomnienie.
W swoim eseju o przemytnictwie (1764) starał się wskazać jak wysokie powinny być taryfy, by zminimalizować to zjawisko. Wskazuje się, że esej zawiera jedną z wczesnych prób zastosowania matematycznych formuł racjonalnego wyboru.

## Twórczość
- 1762 Del disordine e de’ rimedi delle monete nello Stato di Milano nell’anno;
- 1764 Dei delitti e delle pene;
(pl) 1766 O przestępstwach i karach;
- 1770 Ricerche intorno alla natura dello stile;
- 1804 Elementi di economia pubblica (pośmiertnie).